# Wildwood (Texas)
Wildwood es un lugar designado por el censo ubicado en el condado de Hardin en el estado estadounidense de Texas. En el Censo de 2010 tenía una población de 1235 habitantes y una densidad poblacional de 98,34 personas por km².

## Geografía
Wildwood se encuentra ubicado en las coordenadas 30°31′36″N 94°26′50″O / 30.52667, -94.44722. Según la Oficina del Censo de los Estados Unidos, Wildwood tiene una superficie total de 12.56 km², de la cual 11.69 km² corresponden a tierra firme y (6.91%) 0.87 km² es agua.

## Demografía
Según el censo de 2010, había 1235 personas residiendo en Wildwood. La densidad de población era de 98,34 hab./km². De los 1235 habitantes, Wildwood estaba compuesto por el 97.73% blancos, el 0.16% eran afroamericanos, el 0.4% eran amerindios, el 0.65% eran asiáticos, el 0.08% eran isleños del Pacífico, el 0.4% eran de otras razas y el 0.57% pertenecían a dos o más razas. Del total de la población el 2.51% eran hispanos o latinos de cualquier raza.